# Moro (Maine)
Pour les articles homonymes, voir Moro.
Moro est une ville située dans l’État américain du Maine, dans le comté d’Aroostook. 